# Vesvres-sous-Chalancey
Vesvres-sous-Chalancey település Franciaországban, Haute-Marne megyében. Lakosainak száma 47 fő (2022. január 1.). Vesvres-sous-Chalancey Vernois-lès-Vesvres, Chalancey, Le Val-d’Esnoms és Vaillant községekkel határos.

## Népesség
A település népessége az elmúlt években az alábbi módon változott:
| Lakosok száma | 118  | 82   | 60   | 55   | 48   | 48   | 47   | 46   | 46   | 47   |
|               | 1968 | 1982 | 1990 | 2006 | 2013 | 2015 | 2017 | 2019 | 2020 | 2022 |